# Laufpompa

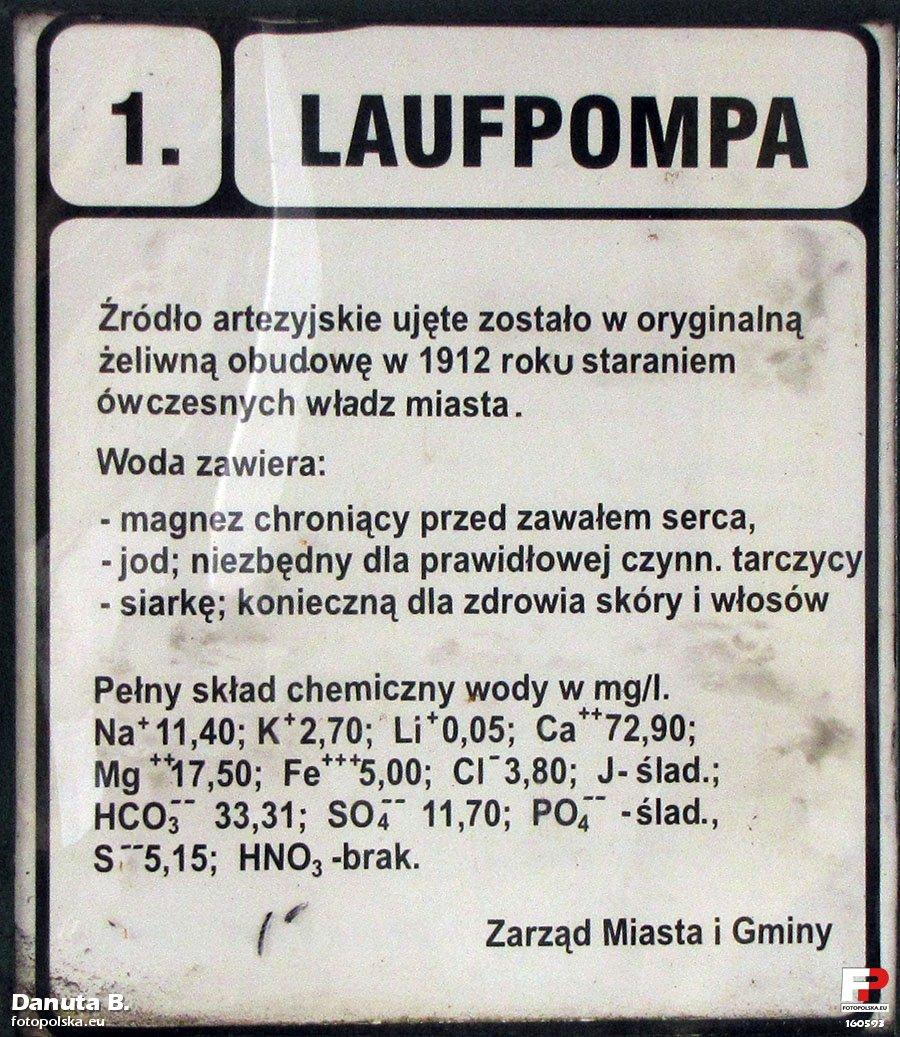
Tablica informacyjna

Laufpompa – pompa przy studni artezyjskiej w Międzychodzie u zbiegu ulic Kilińskiego i 17 Stycznia. 
Pompa została zbudowana w 1912 roku i jest odlana z żeliwa. Posiada oryginalne zdobienia. Ujęcie jest umieszczone na głębokości 150 metrów.
Woda z laufpompy zawiera m.in. siarkowodór, stąd jej charakterystyczny zapach. Ponadto ma w składzie szereg mikroelementów, w tym jod, magnez i siarkę. Jest popularna wśród mieszkańców miasta i okolic, którzy nabierają ją do celów kulinarnych, jako wyjątkowo smaczną.
W Międzychodzie znajduje się jeszcze drugie ujęcie na studni artezyjskiej, zlokalizowane na przedmieściach. Istnienie tych walorów naturalnych było przyczyną otwarcia w mieście w 1925 Uzdrowiska dla Pracowników Państwowych, którego pomysłodawcą był Andrzej Chramiec z Podhala – współpracownik Tytusa Chałubińskiego.